# 稲川淳二
稲川 淳二（いながわ じゅんじ、本名：稲川 良彦（いながわ よしひこ）、1947年〈昭和22年〉8月21日 - ）は、日本の俳優、工業デザイナー、YouTuber。
東京都・渋谷区恵比寿出身で目黒区中目黒育ち。桑沢デザイン研究所専門学校研究科卒業。3人姉弟（姉1人弟1人）の長男。ユニJオフィース所属。
元お笑いタレントで、ラジオの深夜放送で人気を博し、テレビ番組のリポーターやリアクション芸人として活躍。また、ラジオ放送での怪談が好評を博し、以後「霊感タレント」としても活動している。トレードマークは口髭とマオカラースーツ（ただし口髭を剃っている時期もあった）。怪談トークの際の愛称は「座長」。

## 人物・エピソード
東京都中野区に在住。自身の工房は茨城県にある。
怪談の語り口は特徴的で、その独特の口調で聞く人に恐怖を味わわせている。タレントとしてだけではなく、テレビ番組などにデザイナーとしても出演することもある。
稲川の人柄の良さは業界内では有名で、「稲川の悪い話は聞かない」と言われるほどである。すこぶる温厚、ユーモアのある人柄でありつつ、壮大なサービス精神を持ち前にしており（生来のサービス精神と場持ちのよさから、学生時代から「コンパ屋」の異名をとっていた）、他人のためなら自分を傷つけていいと思っており（リアクション芸において垣間見ることが出来る）、絶大なるお人好しだという。ファンに対するサービス精神も旺盛で、頼まれもしないのにファンに怪談をエンドレスで聞かせ、マネージャーに止められることもしばしば。かなりの確率でファンレターに返事をすることでも有名。インターネット上では、ライブの際に控え室で記念撮影をしてもらったことなどが記されたブログもある。
2003年以降、稲川自身が心霊スポットに向かい、独自の“稲川節”と呼ばれる心霊に関する発想・発言や建築への造詣、突然倒れたり吐き出したりする映像が収録された“恐怖の現場”シリーズがネット上で人気を博している（霊を感じると吐き気を催す体質）。
かつてはおしどり夫婦として妻（青森県弘前市出身）と共にテレビCMにも出演していたが、1990年の正月に妻が家からいなくなり、現在も別居中ではあるが淳二の事務所社長を務めており、本人いわく「給料を振り込む、込まれるだけの間柄」（『おはよう朝日です』水曜日にレギュラー出演していた時によくネタにされていた）。息子が2人いる。長男の稲川貴洋は俳優として活動中。2006年、ダイドーブレンドコーヒーのCMで、元プロ野球選手の新庄剛志と共演した。次男の由輝（ゆうき）は先天性疾患を持つ重度の身体障害者であり、2013年4月に逝去（享年26）。この経験から稲川は障害者支援活動に取り組んでいる（詳細後述）。
1985年8月12日、健康番組の『稲川淳二のためになる話』を東京で収録後、日本航空123便で大阪に移動する予定だったが、当日は立つのが辛いほど体調を崩していた。そこで翌朝に国鉄東海道新幹線のひかり号一番列車で大阪へ向かうようスケジュールを変更、当該便をキャンセルしたため、その墜落事故の難を逃れた。一方、友人で同番組を手伝っていた美容研究家の和田浩太郎は収録後、私用で大阪へ移動する際、羽田空港への到着が早かったためキャンセル待ちで当便に搭乗して犠牲になった。稲川本人はこのエピソードを「運命の分かれ目」「生涯忘れられない出来事」と語っている。
夏場の怪談ツアーの活動が知られるが、工業デザイナーとしての仕事や障害に関する講演など、年間通して精力的な活動を行っている。怪談以外の活動にも注力するため、テレビ出演は夏場の怪談関係の仕事に絞っている。

### 障害者支援活動
次男の由輝は先天性の頭蓋骨形成異常を引き起こすクルーゾン症候群（Crouzon syndrome）という重度の身体障害者であり、2013年4月に死去した（26歳没）。稲川は障害者の親として講演やボランティア活動にも取り組んでいる。また、厚生労働省が2005年に国会へ提出した「障害者自立支援法案」に反対の意思を表明している。
2021年、パラアーティスト（障害者アーティスト）による絵画を募集し、ウェブや書籍にて公開する「稲川芸術祭」を開催。

## 略歴

### 幼少時
幼少時は恵比寿に在住しており、地元ではガキ大将的存在で「10人ほどの弟分を従えていた」という。安岡力也とは有栖川公園で出会っているが、これといった交流があった訳でもなく芸能界入り後にある現場で再会してそこから交友が始まり、以後力也の死まで関係が続いていた。
古い日本家屋であった実家で、母親が稲川兄弟や近所の子供たちに語り聞かせた怖い話を喜んで聞いていたと回想している。また、母は歴史好きでもあったため時々東京各地や鎌倉など様々な場所に遊びに行くたび、そこにまつわる歴史上の人物などの話を講談のように聞いて育った。この母の影響を受けて自然と話術が身に付き、小学校では上記の怪談、歴史やバカ話をクラスメイトに聞かせては人気を集めていた。

### デザイン研究所と劇団スタッフ
子供の頃から絵を描くのが得意で、その後進学した工業高校で美術教師から絵の才能を褒められた。将来美術系に進むことを決め、3年生の夏休みに阿佐ヶ谷の美術予備校に通った。高校卒業後、桑沢デザイン研究所に入所するが時々授業をサボったり課題の提出を怠るなど不真面目な学生だった。この頃「コンパ屋」の異名がついた。
同研究所に通っている内に舞台美術に興味を持ち、仕事の見学のため劇団を訪ね歩いた。ある日稲川のおしゃべり好きを知った舞台演出家から、舞台のセット転換時にストーリーテラーとして場を繋ぐよう頼まれる。この舞台で「借金取りのジジイ役」をあてがわれ、本番では演技未経験ながらアドリブで数分間を乗り切った。
これにより演出家に気に入られて劇団に頻繁に出入りし始め、ほどなくして劇団のマネジャー的立場（児童部の世話係など）を任された。研究所卒業後は、本職でデザイン会社所属の工業デザイナーをしながら、同劇団に依頼されてはマネジャー業務や舞台美術制作、たまに端役での出演も熟した。
このころ、上京直後でデビュー前の松平健と知り合っており、稲川が東京中を案内して回ったこともあった。

### タレントとしての略歴

#### デビュー
工業デザイナー兼劇団スタッフをしていたある日、役者たちが子供向けテレビ帯番組の大人の出演者オーディションに参加することになった。稲川は彼らの付き添いで訪れたところ、構成作家が偶然研究所時代の知人と判明。急遽オーディションに参加して合格し、テレビへの出演を果たす。
これにより後日友人の結婚式の司会を任されると、たまたま出席していたラジオ局のプロデューサーに司会ぶりを気に入られた。数日後の夜、彼から呼び出され「今からラジオに出て喋ってほしい」と頼まれたのが、「オールナイトニッポン」第二部への出演だった。1976年4月より、ニッポン放送の深夜ラジオ番組『オールナイトニッポン』二部カッコマン（伊藤政則）の跡を継いでラジオパーソナリティとなる。

#### 人気
舞台俳優として活動していたが、1980年代中期に貧乏・不健康というキャラクターでバラエティ番組にも登場。一世を風靡したフジテレビ『オレたちひょうきん族』内の一コーナー『ひょうきんベストテン』にて、"歌手役で登場 → 「悲惨だなー」と嘆き、散々な扱いを受ける → カメラに向っての決め台詞「いかがでしたか? 喜んでいただけましたか?」"という一連の流れを披露していた。
日本テレビ『スーパージョッキー』では初期のレギュラーであった。同番組では、Jockey-1のコーナーで、マイナーな商品やあまり意味の無い商品をビートたけしのツッコミを受けながら、視聴者がなんとか欲しがるように説明や実演を行っていた。また、番組名物の「熱湯風呂」に入る際は、たけしがきちんとピンマイクを外す冷静さを指摘し、その後のダチョウ倶楽部のネタ「聞いてないよ」の伏線となっている。
その後も、日本テレビの『ルックルックこんにちは』やTBSテレビの『痛快なりゆき番組 風雲!たけし城』などのバラエティ番組に出演、体を張ったリポートと大きなリアクションで人気を得ることとなる。リアクション芸人としての地位は、後にダチョウ倶楽部や出川哲朗が引き継いでいくこととなる。
極度の音痴も芸風のひとつで、一昔前のものまね番組では沢田研二の『勝手にしやがれ』を調子はずれな音程で熱唱するのが恒例だった。

#### 俳優
1987年に朝日放送のテレビドラマ『ザ・ハングマン6』および『ハングマンGOGO!』で、悪人に対する仕置きの見本となる「モルモット小父さん」役を演じた。
1992年のNHK大河ドラマ『信長 KING OF ZIPANGU』では、サイドストーリー的な準レギュラーとして、キリスト教宣教師に出会い洗礼を受ける琵琶法師・慈海（ロレンソ）役を演じて俳優出身のシリアスな一面を見せ、さらにその時にはトレードマークであった口ひげを剃り周囲を驚かせた。

#### 怪談
独特の口調で語る怪談の語り手としても知られている。1986年、オールナイトフジでの『生き人形』（後述）の怪談が反響を呼ぶ。翌1987年には数篇の怪談を収録したカセットテープが発売され、オリコンチャートの上位にランクインする（その後もCDやビデオ、あるいは書籍として数多くの怪談がリリースされた）。 また、1993年頃から『稲川淳二の怪談ナイト』（ミステリーナイトツアー）という怪談によるライブを毎年夏から年末にかけて行い、全国を廻っている（2001年には、正月にも開催された）。演劇調の演出が施された稲川の怪談は従来の講談や落語のようなシンプルな演出をやや派手に発展させたものであり、特にテレビのコンテンツとしての相性が良かった。稲川の登場により多くのタレントが怪談の語り手としてメディアに登場するようになったという点で怪談の現代化・ビジネス化に大きく貢献したと言える。『稲川淳二の怪談ナイト』は2019年7月時点で披露した怪談460話、動員数延べ57万人に達する。2022年6月現在で、連続公演30年を達成。披露した怪談は500話以上、動員数延べ63万人を越えた。
夏場は怪談のトークライブを全国各地で行っていることから、関西テレビの『ナンボDEなんぼ』の"夏に忙しい芸能人番付"で、東の横綱に選ばれた（ちなみに西の横綱は盆踊りで関西各地を廻る河内家菊水丸）。
稲川淳二自身が口にしたくない程に恐い（話の内外で死者や負傷者が出ている）『生き人形』という話がある。大抵、この話をすると呪いがかかると噂されている。自身の著書でも、自分のお気に入り恐い話のランキング1位に持ってくるほどである。
スティーヴン・キングの大ファンである。
自身が選ぶ最も怖い映画ベスト3として、1位：『ハイド・アンド・シーク 暗闇のかくれんぼ』 2位：『ミザリー』 3位：『キャリー』 を挙げている。
『恐怖の現場』というDVDシリーズでは、心霊がいることを証明するために心霊スポットに潜入するドキュメントを制作しており、「科学で心霊を説明しようとする考えが大嫌いだ」と番組内で強く発言したことがある。
なお、令和の初めに俳句結社により、自身が夏の季語に選定された模様。

### デザイナーとしての略歴
芸能界入り前から工業デザイナーとして活動しており、「車どめ」のデザインで平成8年度通商産業省選定グッドデザイン賞（公共空間用設備機器部門）を受賞している。
- 1966年、都立多摩工業高校を経て、桑沢デザイン研究所インダストリアル科に入学。
- 1970年、桑沢デザイン研究所研究科を卒業。
- 1971年、株式会社共立デザインにデザイナーとして入社。
- 1987年、焼肉「韓々」（世田谷区）の店内、外観およびロゴマークをデザイン。
- 1991年、「淳二・風・工房」「NAO Bird`s Bar」をデザイン。
- 1996年、「車どめ」でグッドデザイン賞受賞。
- 1970年代初頭[17]にスズキのレーシングカーのボディカウルやヤマハのテストボディのデザイン経験を持っている[18]。それは、幼少期から大の自動車好きであり、デザイナーを志したのも「イタリアにあるカロッツェリアの様な工房でカーデザインをやってみたかった」という本人の希望によるものであった[19] （稲川発言：七段落目に記載あり）。
- その他に、新幹線車内の｢検札機｣や、初期の｢バーコードリーダー｣のデザインを手掛けている[20][21]。

## 作品

### シングル
- 花の女子大数え唄（1984年、キャニオンレコード）「稲川淳二 一座&クッキーズ」名義
- Help Me!（2000年、メルダック）「稲川淳二 with r-e-i.com」名義

### アルバム
- 稲川淳二の秋の夜長のこわ〜いお話（1987年、ビクターエンタテインメント）
- 稲川淳二の木枯し吹く夜のこわ〜いお話（1987年、ビクターエンタテインメント）
- 稲川淳二の実体験怪異談「怖いから聞かないで」（1991年、ポニーキャニオン）
- 稲川淳二の実体験怪異談「ホントに怖いから聞かないで」（1995年、ポニーキャニオン）
- 稲川淳二の怖〜いお話 Vol.1「霊界への扉」（1996年、ポニーキャニオン）
- 稲川淳二の怖〜いお話 Vol.2「殺意の病棟」（1996年、ポニーキャニオン）
- 稲川淳二の怪談ナイト 〜ミステリーナイトツアー ライブ盤〜（1999年、日本クラウン）
- MYSTERY NIGHT TOUR 稲川淳二の怪談Selection 1「北陸の海岸」（2003年、MNTレコーズ）
- MYSTERY NIGHT TOUR 稲川淳二の怪談Selection 2「北海道の花嫁」〜心を癒す怪談集〜（2003年、MNTレコーズ）
- 稲川淳二の実体験怪異談「怖いから聞かないで 惨」（2004年、ポニーキャニオン）
- MYSTERY NIGHT TOUR 稲川淳二の怪談Selection 3「赤い半纏」（2004年、MNTレコーズ）
- 稲川淳二の実体験怪異談「怖いから聞かないで 極選」（2005年、ポニーキャニオン）
- MYSTERY NIGHT TOUR 稲川淳二の怪談Selection 4「隔離病棟の地下通路」（2005年、MNTレコーズ）
- MYSTERY NIGHT TOUR 稲川淳二の怪談Selection 5「にわか坊主の怨み」（2006、MNTレコーズ）
- MYSTERY NIGHT TOUR 稲川淳二の怪談Selection 6「樹海」（2007年、MNTレコーズ）
- MYSTERY NIGHT TOUR 稲川淳二の怪談Selection 7「ねんねこ坂」（2007年、MNTレコーズ）
- MYSTERY NIGHT TOUR 稲川淳二の怪談Selection 8「真下の住人」（2008年、MNTレコーズ）
- MYSTERY NIGHT TOUR 稲川淳二の怪談Selection 9「時間がない…」（2009年、MNTレコーズ）
- 決定盤!!稲川淳二の怖~い話 ベスト（2010年、ポニーキャニオン）
- MYSTERY NIGHT TOUR 稲川淳二の怪談Selection 10「先住者」（2010年、MNTレコーズ）
- 稲川淳二の怪談〜MYSTERY NIGHT TOUR BEST SELECTION BOX〜（2010年、テイチクエンタテインメント）
- MYSTERY NIGHT TOUR 稲川淳二の怪談Selection 11「奥多摩の旅館」（2011年、MNTレコーズ）

### オーディオブック
- 最恐の夏『4つの顔』2008年（USEN・ことのは出版）
- 最恐の夏『赤い唇』2008年（USEN・ことのは出版）
- 最恐の夏『死ぬ瞬間』2008年（USEN・ことのは出版）
- 最恐の夏『首なし地蔵』2008年（USEN・ことのは出版）
- 最恐の夏『ついてきたもの』2008年（USEN・ことのは出版）
- 最恐の夏『押し入れのおばちゃん』2008年（USEN・ことのは出版）
- 最恐の夏『解体屋』2008年（USEN・ことのは出版）
- 最恐の夏『奥多摩の古旅館』2008年（USEN・ことのは出版）
- 最恐の夏『東北地方の大学生』2008年（USEN・ことのは出版）
- 最恐の夏『樹海を走るタクシー』2008年（USEN・ことのは出版）

### ビデオ・DVD
- 稲川淳二のトゥルーストーリー（1991年、ポニーキャニオン） - 原案、脚本
- 稲川淳二のホラー・ビデオ パンドラの箱（1992年、BMGビクター） - 原案
- 稲川淳二・怪奇心霊実話 凍りつく病棟（1992年、大陸書房） ISBN 4884921348 - 原案、総監督、脚本、特殊メイク
- 稲川淳二と田村ガンの関東心霊スポット（1992年、バンダイビジュアル）
- 稲川淳二の恐怖への招待状（1994年、ケイエスエス） - 企画
- 稲川淳二の超こわい話シリーズ（1995年 - 、バンダイビジュアル）
- 稲川淳二の冥土 in お葬式（1996年、ミンツインターナショナル・ポニーキャニオン）
- 稲川淳二の怪談ライヴ '96（1996年、バンダイビジュアル）
- 稲川淳二の恐怖物語シリーズ（1997年 - 、バンダイビジュアル）
  - 稲川淳二の恐怖物語4（1999年、バンダイビジュアル）
- 稲川淳二presents 心霊《スペシャル》（1998年、イメージファクトリーアイエム）
- 稲川淳二の恐怖劇場シリーズ （1999年 - 、バンダイビジュアル）
- 稲川淳二《最・恐・傑・作》生き人形（2000年、アットエンターテイメント）
- 稲川淳二の餌食（2000年、ケイエスエス）
- 稲川淳二の餌食II（2000年、ケイエスエス）
- 稲川淳二の怪奇事件簿（2000年、バンダイビジュアル）
- 稲川淳二の霊怪（2001年、東映ビデオ）
- 稲川淳二 恐怖の現場シリーズ（2002年 - 、バンダイビジュアル）
- 稲川 二十世紀「怪」完全保存版（2003年、アットエンターテイメント）
- 稲川淳二の恐怖夜話（2004年、デジキューブ）
- 稲川淳二のあなたの隣の恐い話シリーズ（2004年、GPミュージアムソフト）
- 稲川淳二の恐怖の百物語（2005年、エースデュースエンタテインメント）
- 稲川淳二の新・恐怖の百物語（2005年、エースデュースエンタテインメント）
- 稲川淳二の怪異夜話（2005年、リバプール）
- 稲川淳二の怪奇夜話（2005年、リバプール）
- 稲川淳二の怪談ナイトLIVE2004（2005年、トップシーン）
- 稲川淳二の真・恐怖夜話（2006年、リバプール）
- 稲川淳二の怪聞夜話（2006年、リバプール）
- 稲川淳二の怪談ナイトLIVE2005（2006年、トップシーン）
- 稲川淳二の怪霊夜話〜秘蔵呪怨念編〜（2007年、リバプール）
- 稲川淳二の怪霊夜話〜秘蔵怪演編〜（2007年、リバプール）
- 稲川淳二の怪談ナイトLIVE2006（2007年、トップシーン）
- 稲川+1（2007年、テイチクエンタテインメント）
- 稲川淳二の怨念劇場シリーズ（2007年 - 、バンダイビジュアル）
- 稲川淳二の霊談シリーズ（2007年 - 、バンダイビジュアル）
- 淳二稲川のねむれない怪談1・2（2009年 - 、キングレコード）
- 稲川淳二のねむれない怪談オールスターズ1・2（2010年 - 、キングレコード）

### 劇場公開作品
- 心霊（1996年、イメージファクトリーアイエム） - 企画、原案、脚本、監督、出演
- 心霊2（1997年、イメージファクトリーアイエム） - 企画、原案、脚本、監督、出演
- 稲川淳二の呪界（2000年、ケイエスエス）
- 劇場版稲川淳二 かたりべ（2014年、オフィスJ）

### ゲーム・メディア
- 稲川淳二の大校則（カードゲーム、1989年、ヨネザワ）
- 百物語〜ほんとにあった怖い話〜（PCエンジンSUPER CD-ROM2、1995年、ハドソン）
- 稲川淳二の秘蔵心霊写真（PC用CD-ROM、1997年、リイド社）
- 古伝降霊術 百物語〜ほんとにあった怖い話〜（セガサターン、1997年、ハドソン）
- 稲川淳二 恐怖の屋敷（PlayStation、1999年、ヴィジット）
謎の屋敷の中で、稲川の語りによる怪談を聞いていく作品。サウンドノベルではなくただの怪談集なので、ゲームとしては評価が低い[22]。
- 稲川淳二 真夜中のタクシー（PlayStation、2000年、ヴィジット）
プレイヤーはタクシーの運転手となり、乗り合わせた乗客の怪談を聞く。稲川の語りによる怪談も収録されている。
- 稲川淳二の怪異談（ボイスアプリ、2006年、タイトー）
- 稲川淳二の怪談（サウンドノベルアプリ、2010年、ターゲット・エンタテインメント）
- 稲川淳二恐い話（サウンドノベルアプリ、2011年、NEC BIGLOBE）

### Webアニメ
- 稲川淳二のすご〜く恐い話（2017年、タテアニメ） - 稲川淳二の声の配役はイッキ。

## 出演

### テレビドラマ
- 月曜ドラマランド「おニャン子学園危機イッパツ とんだ放課後」（1986年、フジテレビ）
- ザ・ハングマン6（1987年、朝日放送）- モルモット小父さん こと 高田元
  - ハングマンGOGO（1987年、朝日放送） - モルモット小父さん こと 高田元
- はいすくーる落書（1989年、TBS）
  - はいすくーる落書2（1990年、TBS）
- ママハハ・ブギ（1989年、TBS）
- 塀の中の懲りない面々（1990年、TBS）
- 卒業（1990年、TBS）
- キモチいい恋したい!（1990年、フジテレビ）
- ダンナ様は18歳（1990年、TBS）
- 金曜ドラマシアター「実録犯罪史シリーズ 危険な花嫁 札幌テレクラ殺人事件」（1991年、フジテレビ）
- 信長 KING OF ZIPANGU（1992年、NHK総合）
- 土曜ワイド劇場（朝日放送
  - 新宿ラブストーリー事件簿（1992年）
  - 花吹雪女スリ三姉妹 みちのく絵図の秘密（1995年）
  - はみだし弁護士・巽志郎3 女子高生援助交際殺人事件（1998年5月）
- めぐり逢い（1998年、TBS）
- 天国に一番近い男 MONOカンパニー編 第7話（1999年2月19日、TBS）- 服部路雄
- 日本のこわい夜〜特別篇（2005年、TBS）
- 陽炎の辻〜居眠り磐音 江戸双紙〜（2007年、NHK）- 丁子屋宇右衛門
- 地獄先生ぬ〜べ〜（2014年、日本テレビ）- OPナレーション
- 死幣-DEATH CASH-（2016年、TBS） - 稲川淳二（本人役） ※ 番組スポットナレーションも担当 [23]
- カルテット（2017年） ‐ 稲川淳二（ラジオの声）
- 吾輩の部屋である 第8話（2017年） ‐ 恐怖番組・スタンプ（声の出演）
- 浦安鉄筋家族（2020年） ‐ 稲川ジューン

### テレビ番組
- まんがジョッキー（1974年、日本テレビ）
- 大正週間漫画 ゲラゲラ45（テレビ朝日）
- オレたちひょうきん族（1981年 - 1989年、フジテレビ）
- スーパーJOCKEY（日本テレビ）
- クイズ・ドレミファドン!（フジテレビ）
- クイズ世界はSHOW by ショーバイ!!（日本テレビ）不定期出演
- 全員出席!笑うんだってば（日本テレビ）
- 世界の超豪華・珍品料理（フジテレビ）不定期出演
- ザ・ビッグチャンス（1984年 - 1986、朝日放送）
- 夕やけニャンニャン（1985年 - 1986年、フジテレビ）
- 痛快なりゆき番組 風雲!たけし城（1986年 - 1989年、TBS）
- クイズダービー（TBS） - 過去7回出場。22勝34敗（3割9分3厘）で、1990年5月の放送では6勝2敗の成績を挙げた。
- 世界まるごとHOWマッチ（毎日放送） - ゲスト回答者の中では最多出演である。
- 所さんのもしも突撃隊!!（1990年 - 1991年、テレビ東京）
- 恐怖の百物語（1991年、関西テレビ）
- スタジオパークからこんにちは（1996年、NHK総合）
- クイズ日本人の質問（NHK） - 不定期出演
- 何でも解決パソコンマガジン（1997年4月 - 10月、NHK BS2） - 編集長
- 稲川淳二の恐怖物語（1997年、よみうりテレビ）
- ダウンタウンのガキの使いやあらへんで!!（1997年、日本テレビ）
- おはよう朝日です（朝日放送）水曜日レギュラー
- 稲川淳二の爽快!バリアフリー（2000年、スカイ・A）
- 日曜スタジオパーク（2005年、NHK総合）
- 新・恐怖の百物語（2006年、関西テレビ）
- 住まい自分流 〜DIY入門〜（2006年、NHK教育）
- オールナイトニッポンアゲイン（2006年、ニッポン放送・BSフジ）
- 稲川淳二の心霊通信（2006年、関西テレビ）
- ドリーム・プレス社（2007年、TBS）
- 素晴らしい世界（2007年、北海道テレビ）
- アートエンターテインメント 迷宮美術館（2007年、NHK総合・BShi）
- マンガノゲンバ（2007年、NHK-BShi）
- MUSICBAR パロパロ（2007年、テレビユー福島）
- きよしとこの夜（2007年、NHK）
- ポケモン☆サンデー（2007年、テレビ東京）
- 南海パラダイス!!（2007年、関西テレビ・関西テレビ☆京都チャンネル）
- ゼウスの目薬（2007年、フジテレビ）
- 朝だ!生です旅サラダ（2007年12月8日、朝日放送）
- アフタヌーンショー（テレビ朝日）
- 怪談グランプリ（2009年 - 2010年、関西テレビ）
- 稲川大百怪 噂の百物語（2010年、東名阪ネット6）
- スッキリ!!（2010年、日本テレビ）
- 稲川淳二の投稿怪談グランプリ（2011年 - 2022年、関西テレビ）
- ライオンのごきげんよう（毎年8月に出演、フジテレビ）
- ゆっくり歩こう!なかの散歩道（2012年 - 、JCN中野）
- きらきらアフロ（2017年、テレビ大阪）
- 最恐映像ノンストップ8（2020年、テレビ東京）
- 太田上田（2024年7月23日、中京テレビ）

### ラジオ番組
- 稲川淳二のオールナイトニッポン（1976年4月 - 1977年9月、ニッポン放送）
- オールナイトニッポンアゲイン（2006年12月31日、ニッポン放送）
- 伊集院光 日曜日の秘密基地（TBSラジオ）「日曜ゼミナール」ゲスト講師として不定期出演
- BOOM TOWN（2007年、J-WAVE）
- 高田文夫のラジオビバリー昼ズ（2007年、ニッポン放送）
- 土曜の夜はケータイ短歌（2007年、NHKラジオ第1）
- 夏季特集番組 真夏の夜は怪談パーティー（2007年、NHKラジオ第1）
- 爆笑問題カーボーイ（2010年2月16日、TBSラジオ） - 稲川の怪談のパロディのようなコーナー「妙に変だな～」がきっかけ。
- モーニングジャム（年1回程度、FM FUKUOKA）
- 土曜ワイドラジオTOKYO ナイツのちゃきちゃき大放送（2020年7月18日、TBSラジオ）

### 映画
- 嵯峨野の宿（1987年、にっかつ）
- 輪舞（りんぶ）（1988年、にっかつ）
- 丹波哲郎の大霊界2 死んだらおどろいた!!（1990年、松竹富士）
- 極道戦争・武闘派（1991年、東映）
- 劇場版稲川怪談 かたりべ（2014年）
- 斉木楠雄の災難（2017年）

### オリジナルビデオ
- マーシーの禁断! お嬢様学園危機イッパツ（1993年）
- 俺達は天使（カタギ）じゃない（1993年）
- 俺達は天使（カタギ）じゃない2（1993年）
- ダッチ（1996年）
- ゾンビ屋れい子（2003年）

### Webドラマ
- 稲川淳二のショートホラーシネマ

### CM
- なとりの珍味 チーズ鱈（1983年）
- 大型紳士服専門店 栄屋
- 厚木カプセルホテル
- 新宿区役所前カプセルホテル
- パチンコ・コンコルド
- よつば電機
- 日本海鮮魚センター
- パチンコ バイパス線
- エステー化学「メロディー」「フレッシュ＆フレッシュ」（1987年。夫婦での出演）
- ANA
- 郵便局「夫婦年金」（1987年。夫婦での出演）
- サンガリア「サンガリア缶コーヒー」（1988年）[24]
- ダイショー「味塩コショウ」
- 野崎漬物
- ひらかたパーク「稲川淳二の怪奇館」（1998年）
- 日本軽金属
- 松竹 映画『伝染歌』（2007年）[25]
- サントリー「ビタミンウォーター」（2008年）[25]
- 任天堂「ルイージマンション2」（2013年）[25]
- イシダ（2013年）
- Mixi「モンスターストライク 怪談・コラボ×ミュータントタートルズ」（2015年）[25]
- ピップフジモト「マグネループEX」「マグネネック」スマホッ首篇（2016年 - 2020年）[25]
- 放置少女 （2020年。橋本環奈と共演）[25]

### マルチメディア放送
- 稲川淳二の怖い話 本家本元!7夜連続SP!（2013年、NOTTV）
- 冬も稲川!恐怖の現場 6夜連続SP〜AKB48も戦慄く十八霊場〜 （2014年、NOTTV）
- 稲川淳二の超絶こわい劇場2014（2014年、NOTTV）

### ゲーム・メディア
- 百物語〜ほんとにあった怖い話〜（PCエンジン、1995年、ハドソン） - 投稿によって寄せられた百の怪談を読むデジタルノベル。稲川自ら監修を行い、自身の語りによる怪談も収録されている。
- 古伝降霊術 百物語〜ほんとにあった怖い話〜（セガサターン、1997年、ハドソン） - PCエンジン版をスケールアップした作品。動画やポリゴンの使用など、演出面が向上している。また、前作に続き監修を行っている。
- 四八（仮）（PlayStation 2、2007年、バンプレスト） - 一部のシナリオを提供している。また、本人出演のムービーにて語りを行っている。
- ユバの徽 - イヴァダ役[26]

### トークショー
- 稲川淳二の怪談ナイトスタジアム（千葉マリンスタジアム） - 夏の風物詩として千葉ロッテマリーンズのホーム公式戦の試合終了後に開催。
- 各地消防署などの防火の集いに毎年参加している。

### テレビアニメ
- 鬼灯の冷徹（2014年、MBS） - ナレーション、夜店のおじさん
- 宇宙なんちゃら こてつくん（2022年、NHK教育テレビジョン）- イナガワさん[27]

### 劇場アニメ
- それいけ!アンパンマン アンパンマンとたのしい仲間たち「おむすびまんと夏まつり」（1999年、メディアボックス）
- 秘密結社鷹の爪 鷹の爪GO 〜美しきエリエール消臭プラス〜（2013年）

### お笑いライブ
- タカアンドトシ単独ライブ in 日本青年館 勝手にM-1グランプリ（2009年5月2日・3日）- タカアンドトシの2人と共に「稲川'S」として漫才（怪談）を披露した。

### Webアニメ
- 秘密結社鷹の爪.jp（2012年） - 霊吉 役

### ドラマCD
- 生贄の村（2009年、漫画『怪物王女』単行本第10巻限定版に付属） - 語り

### ラジオドラマ
- JFN夏特番ラジオドラマ「師匠シリーズ」（2016年） - 本人役[28]

### 吹き替え
- モンスター・ホテル2（2016年） - ヴラッド 役

### パチンコ
- 怪談ぱちんこ CR稲川淳二（2014年、高尾）

## 書籍

### 著書
- 稲川淳二の悲惨だなーッ（1985年、朝日ソノラマ） ISBN 4947538481
- すご〜く怖い話（朝日ソノラマ）
- 『稲川淳二のヨイショで拝んで土下座して』近代映画社、1986年11月20日。ISBN 4764813734。
- 稲川淳二 青春すとぉりぃ（1987年、昭和印刷）
- 稲川淳二のここがコワインですよ（1990年、朝日ソノラマ） ISBN 4257032979
- 稲川淳二の死ぬほど怖い話（1992年、大陸書房） ISBN 4803342342
- 稲川淳二の秘蔵心霊写真（1994年、リイド社） ISBN 4845811642
- 稲川淳二の超怖い話（1995年 - 、角川書店）
- 稲川淳二のすご〜く恐い話シリーズ（1995年 - 、リイド社）
- 餌食（1999年、銀河出版） ISBN 4877770135
- 稲川淳二のこの心霊体験がスゴイ!!（2000年、竹書房） ISBN 4812406110
- 稲川淳二の二度と話したくない怖い話（2000年、日本文芸社） ISBN 4537063424
- 稲川淳二の最新・超怖い話（2000年、角川書店/ザテレビジョン文庫） ISBN 4049300214
- 稲川淳二の新・怖い（2001年、竹書房） ISBN 481240746X
- 稲川淳二の本当に怖い怪談（2001年、竹書房）
- 稲川淳二の絶叫・心霊写真（2001年、角川書店/ザテレビジョン文庫） ISBN 404930029X
- 稲川淳二の最新・超怖い話2（2001年、角川書店/ザテレビジョン文庫） ISBN 4049300281
- 稲川淳二の最新・超怖い話-怪異-（2002年、角川文庫/ザテレビジョン文庫） ISBN 4049300400
- 稲川淳二の恐怖がたりシリーズ（2003年 - 、竹書房）
- 稲川淳二のこの世で一番怖い話（2003年、竹書房） ISBN 4812411882
- 稲川淳二の最新・超怖い話-霊怪-（2003年、角川書店/ザテレビジョン文庫） ISBN 4049300435
- 稲川淳二の怪異談（2003年、竹書房） ISBN 4812413052
- 新稲川淳二のすご〜く恐い話シリーズ（2003年 - 、リイド社）
- 稲川淳二の眠れないほど恐い話（2004年、竹書房） ISBN 4812416450
- 稲川淳二の怖すぎる話シリーズ（2004年 - 、竹書房）
- 最新 稲川淳二の怖い話（2005年、メディアックス） ISBN 4862016049
- 稲川淳二の怖い話 稲川淳二の恐い話 ザ・ベスト（2007年、竹書房）ISBN 9784812431269

### コミック
- 生き人形（漫画:永久保貴一、1986年、朝日ソノラマ）
- 稲川淳二のすご〜く恐い話（1997年 - 、リイド社）
- 稲川淳二の最新・超怖い話（2000年 - 、角川書店/ザ・ホラーコミックス）
- 稲川淳二の恐怖がたり（2002年 - 、竹書房）
- 稲川淳二の最新・怖い話（2007年、ぶんか社）
- ミタナ（2007、ぶんか社）

## ものまねをする人物
- BBゴロー
- 原口あきまさ
- 桑田佳祐 - 2017年のライブツアー『がらくた』で稲川をモチーフにした「稲川ジェーン・フジオカ」に扮して京都の「三十三間堂」の怪談話を行うVTRが上映された[29]。なお、このキャラクターの元ネタである稲川はこのライブの東京ドーム公演に招待され、鑑賞した旨を自身のツイッターで述べている[30][31]。
- 岡村隆史
- 林家たい平
- たっくーTVれいでぃお
- 西野七瀬
- 渡邉美穂
- まーくん(ゾゾゾ)